# Carpiliidae
Carpiliidae is een familie van de superfamilie Carpilioidea uit de infraorde krabben en omvat de volgende geslachten: 

## Geslacht
- Carpilius Desmarest, 1823

### Uitgestorven
- Eocarpilius  † Blow & Manning, 1996
- Holcocarcinus  † Withers, 1924
- Ocalina  † Rathbun, 1929
- Palaeocarpilius  † A. Milne-Edwards, 1862
- Paraocalina  † Beschin, Busulini, De Angeli & Tessier, 2007
- Proxicarpilius  † Collins & Morris, 1978